# Жуль Боканде
Жуль Боканде (фр. Jules Bocandé, 25 листопада 1958, Зігіншор — 7 травня 2012, Мец) — сенегальський футболіст, що грав на позиції нападника. Відомий за виступами в низці французьких клубів, зокрема за клуб «Ніцца», «Мец» та «Парі Сен-Жермен», а також у складі національної збірної Сенегалу. Володар Кубка французької ліги. По завершенні ігрової кар'єри — тренер, у тому числі працював головним тренером національної збірної Сенегалу.

## Клубна кар'єра
Жуль Боканде народився в сенегальському місті Зігіншор. У дорослому футболі дебютував 1978 року виступами за команду «Каса Спортс», в якій грав до 1980 року, в 58 проведених матчах чемпіонату відзначившись 9 забитими м'ячами.
У 1980 році футболіст перейшов до бельгійського клубу «ЮС Турне», і відразу почав відзначатися високою результативністю, відзначившись за 2 роки 20 проведеними голами в чемпіонаті. У 1982 році Боканде перейшов до складу іншого бельгійського клубу «Серен», де за 2 роки виступів також відзначився 20 забитими м'ячами. У 1984 році сенегальський нападник перейшов до французького клубу «Мец», у якому на другий рік виступів став володарем Кубка французької ліги, а також став кращим бомбардиром чемпіонату з 28 забитими м'ячами. У 1986 році Боканде отримав запрошення від паризького клубу «Парі Сен-Жермен», у ньому грав протягом одного сезону, за який відзначився лише 6 забитими м'ячами в 38 матчах.
У 1987 році Жуль Боканде став гравцем клубу «Ніцца», в якому грав до 1991 року, й хоча в складі нового клубу й далі був основним гравцем атакувальної ланки команди, його результативність уже стала нижчою, й за 4 роки в складі «Ніцци» сенегальський нападник відначився лише 25 забитими м'ячами. Протягом 1991—1992 років Боканде грав у складі клубу «Ланс», а завершив ігрову кар'єру у бельгійській команді «Ендрахт», за яку виступав протягом 1992—1993 років, і зіграв за сезон лише 6 матчів, у яких відзначився 3 забитими м'ячами.

## Виступи за збірну
У 1979 році Жуль Боканде дебютував у складі національної збірної Сенегалу. У складі збірної був учасником Кубка африканських націй 1990 року в Алжирі, на якому збірна посіла 4-те місце, та Кубка африканських націй 1992 року у Сенегалі. У складі збірної грав до 1993 року, загалом у національній команді провів 73 матчі, у яких забив 20 голів.

## Кар'єра тренера
Розпочав тренерську кар'єру невдовзі по завершенні кар'єри гравця у 1994 року, очоливши тренерський штаб клубу Сенегал, разом із Бубакаром Сарром очолював збірну на Кубку африканських націй 1994 року у Тунісі. У 1999—2000 роках Боканде очолював тренерський штаб гамбійського клубу «Стів Біко».
Пізніше Жуль Боканде повернувся до Франції. Помер сенегальський футболіст 7 травня 2012 року на 54-му році життя у місті Мец.

## Титули і досягнення

### Командні
- Володар Кубка французької ліги (1):

«Мец»: 1985—1986

### Особисті
- Найкращий бомбардир чемпіонату Франції (1):

1985–1986 (28 голів)